# Bledius talpa
Bledius talpa är en skalbaggsart som först beskrevs av Leonard Gyllenhaal 1810.  Bledius talpa ingår i släktet Bledius, och familjen kortvingar. Arten är reproducerande i Sverige.